# Fados e Guitarradas
Fados e Guitarradas era um programa radiofónico da antiga Emissora Nacional, que se dedicava à transmissão do fado. O programa durou desde 1937 até 1961, e teve duas fases: a fase do Retiro da Severa e a fase da Maria Teresa de Noronha.

## Fase do Retiro da Severa
A fase do Retiro da Severa foi desde 1937 até 1941. O regime político do Estado Novo não gostava do fado, porque para o regime o fado era deprimente, fatalista e doente, demonstrando que é deprimente ser português. Tal caso foi vincado nos microfones da Emissora Nacional, quando em 1934 o palestrante Luís Motta leu palestras sobre o fado neste posto radiofónico, afirmando que o fado era a canção decadente da Raça. O ciclo de palestras originou um livro chamado Fado, Canção de Vencidos, publicado na mesma altura. Mas a Emissora Nacional considerava que devia haver um programa de fados para as gentes do povo, pelo que rapidamente a estação decidiu fazer um contrato com o Retiro da Severa, cujo contrato implicava a transmissão de uma sessão de fados duas vezes por semana, em que seriam apresentados os fadistas mais conceituados da época e os novos fadistas, cuja apresentação ficou a cargo de Fernando Pessa.
As transmissões começaram em 1937, na estação de Ondas Médias de Barcarena e na estação de Ondas Curtas CSW, e geralmente eram transmitidas à noite, em horário nobre. Neste programa, cantavam em direto grandes lendas do fado como Alfredo Marceneiro, Berta Cardoso, Maria Alice, Ercília Costa ou Manuel Calisto, e foi onde Amália Rodrigues se estreou em 1939.
O programa foi um sucesso, mas com a chegada de António Ferro à Presidência da Direção da Emissora Nacional em 1941 o programa foi cancelado. A partir daí, a Emissora Nacional passou a realizar critérios limitativos à transmissão de fados, proibindo os que fossem fatalistas ou doentios, para não transparecer uma imagem de depressão na rádio.

## Fase da Maria Teresa de Noronha
A fase da fadista Maria Teresa de Noronha já tinha começado em 1938, quando esta decidiu pela primeira vez cantar na Emissora Nacional, num programa dedicado exclusivamente a si, com acompanhamento de guitarra de Fernando Freitas e de viola por Abel Negrão, cujo programa foi apresentado por João da Câmara. O sucesso do programa levou a que Maria Teresa de Noronha gravasse pela para a Valentim de Carvalho o seu primeiro disco, o "Fado dos 5 Estilos", e foi contratada pela própria Emissora Nacional para realizar um programa quinzenal de fados em alternativa ao Retiro da Severa.
O programa iniciou-se em 1938, e era transmitido quinzenalmente na Emissora Nacional, quer no Programa A, quer no Emissor de Ondas Curtas CSX, todos os domingos às 10:00, a seguir à rubrica "Música na Estrada" do Programa da Manhã. O alinhamento do programa era fixamente de quatro fados interpretados por ela e uma guitarrada interpretada pelos guitarristas presentes. Graças a este programa, a Emissora Nacional fez variados concursos de cantadeiras e cantadores de fado, e foi onde grandes fadistas da época como Hermínia Silva, Manuel de Almeida, Carlos Ramos, Vicente da Câmara e Lucília do Carmo se deram a conhecer ao país. Muitos fadistas começaram igualmente a sua carreira através deste programa, tais como Deolinda Rodrigues, Fernanda Peres, Fernanda Maria e Fernando Farinha. Este último seria posteriormente eleito em 1963 como "Rei da Rádio" pela revista Flama. 
O programa foi cancelado em 1961, quando Maria Teresa de Noronha decidiu sair da Emissora Nacional e terminar a sua vida artística. O último programa que Maria Teresa de Noronha gravou na Emissora Nacional foi recentemente publicado em CD e na gravação inclui-se o histórico "Fado da Verdade".